# Biblioteca Nacional de Madagascar
La Biblioteca Nacional de Madagascar (en francés: Bibliothèque nationale de Madagascar o en malgache, Tranombokim-Pirenena eto Madagasikara) es la biblioteca nacional de Madagascar. La biblioteca fue fundada en 1961 y está localizada en la ciudad capital de Antananarivo. La biblioteca es el depósito legal y bibliografía nacional del país.

## Historia
La Biblioteca Nacional de Madagascar fue fundada en 1961 un año después de su independencia de Francia. La nueva biblioteca nacional heredó una colección de unos 86.000 volúmenes de la biblioteca del gobierno general francés de Madagascar que había sido fundada en 1920.

## Instalaciones
La biblioteca se encuentra en el centro de la ciudad capital de Anatananarivo en un inmueble construido en 1982.  El salón de lectura pública de la biblioteca tiene una capacidad física de unas 100 personas. Además del salón de lectura, la biblioteca tiene otros espacios de lectura y un salón de estudio e investigación.

## Apoyo internacional
La biblioteca y su colección han sido apoyada con fondos y conocimiento en particular de los gobiernos de Francia y Suiza y la empresa de telecomunicaciones Orange, pero también con fondos de Alemania, China, Corea del Sur, Japón, Argelia, Marruecos, la Unesco y la orden religiosa católica la Orden de Malta.